# Sandra Wagner-Sachse
Sandra Wagner-Sachse, née le 9 septembre 1969 à Eslohe, est une archère allemande.

## Biographie
Sandra Wagner-Sachse dispute les Jeux olympiques à deux reprises.
Aux Jeux de 1996 se tenant à Atlanta, elle est sacrée avec l'équipe allemande vice-championne olympique et termine 34e de l'épreuve individuelle. En 2000 à Sydney, elle fait partie de l'équipe allemande médaillée de bronze olympique ; elle termine 54e de l'épreuve individuelle.